# Yaguarón

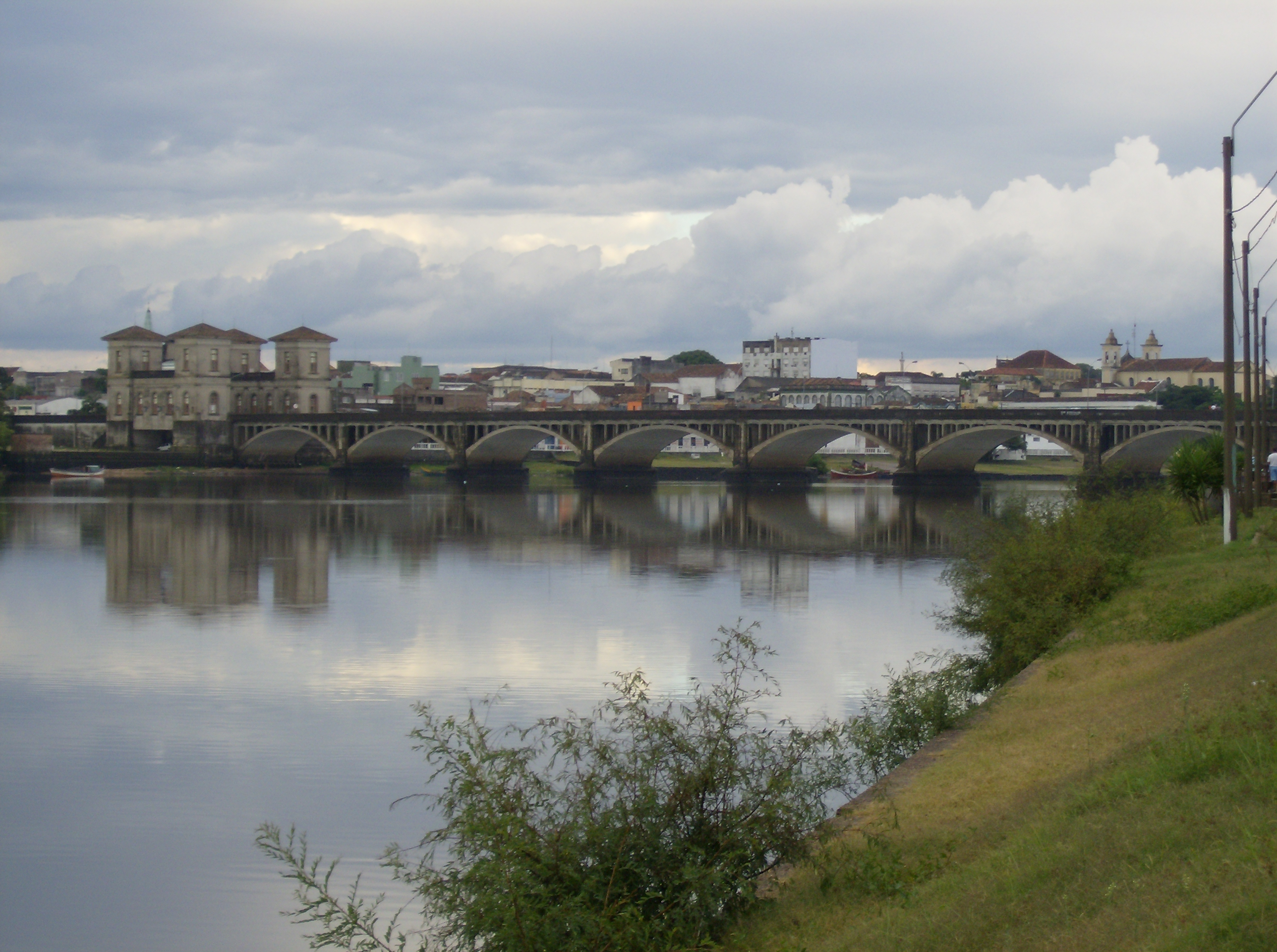
De Yaguarón nabij Río Branco.

De Yaguarón (Portugees: Rio Jaguarão, Spaans: Río Yaguarón) is een rivier die stroomt op de grens van Brazilië en Uruguay van het Rio Grandegebergte naar de Merínlagune. De rivier is bevaarbaar vanaf de steden Jaguarão en Río Branco.